# Francia en la Copa Mundial de Fútbol de 1978
La selección de Francia fue uno de los 16 equipos participantes en la Copa Mundial de Fútbol de 1978. torneo que se llevó a cabo del 1 al 25 de junio en Argentina.
Fue la séptima participación de Francia, que formó parte del Grupo 1, junto a Argentina, Hungría e Italia.

## Clasificación

### Tabla de posiciones
| Equipo   | Pts | PJ | PG | PE | PP | GF | GC | Dif |
| -------- | --- | -- | -- | -- | -- | -- | -- | --- |
| Francia  | 5   | 4  | 2  | 1  | 1  | 7  | 4  | 3   |
| Bulgaria | 4   | 4  | 1  | 2  | 1  | 5  | 6  | -1  |
| Irlanda  | 3   | 4  | 1  | 1  | 2  | 2  | 4  | -2  |

### Partidos
| Fecha                   | Lugar  | Partido  | Partido | Partido | Partido | Partido  |
| ----------------------- | ------ | -------- | ------- | ------- | ------- | -------- |
| 9 de octubre de 1976    | Sofía  | Bulgaria |         | 2:2     |         | Francia  |
| 17 de noviembre de 1976 | París  | Francia  |         | 2:0     |         | Irlanda  |
| 30 de marzo de 1977     | Dublín | Irlanda  |         | 1:0     |         | Francia  |
| 16 de noviembre de 1977 | París  | Francia  |         | 3:1     |         | Bulgaria |

## Jugadores
| #  | Nombre                     | Posición      | Edad | Club                    |
| -- | -------------------------- | ------------- | ---- | ----------------------- |
| 1  | Dominique Baratelli        | Portero       | 30   | OGC Nice                |
| 2  | Patrick Battiston          | Defensor      | 21   | FC Metz                 |
| 3  | Maxime Bossis              | Defensor      | 23   | FC Nantes               |
| 4  | Gérard Janvion             | Defensor      | 24   | AS Saint-Étienne        |
| 5  | François Bracci            | Defensor      | 26   | Olympique de Marsella   |
| 6  | Christian Lopez            | Defensor      | 25   | AS Saint-Étienne        |
| 7  | Patrice Rio                | Defensor      | 29   | FC Nantes               |
| 8  | Marius Trésor              | Defensor      | 28   | Olympique de Marsella   |
| 9  | Dominique Bathenay         | Mediocampista | 24   | AS Saint-Étienne        |
| 10 | Jean-Marc Guillou          | Mediocampista | 32   | OGC Nice                |
| 11 | Henri Michel               | Mediocampista | 30   | FC Nantes               |
| 12 | Claude Papi                | Mediocampista | 29   | Sporting Club de Bastia |
| 13 | Jean Petit                 | Mediocampista | 28   | AS Monaco               |
| 14 | Marc Berdoll               | Delantero     | 25   | Olympique de Marsella   |
| 15 | Michel Platini             | Mediocampista | 23   | AS Nancy                |
| 16 | Christian Dalger           | Delantero     | 28   | AS Monaco               |
| 17 | Bernard Lacombe            | Delantero     | 25   | Olympique Lyonnais      |
| 18 | Dominique Rocheteau        | Delantero     | 23   | AS Saint-Étienne        |
| 19 | Didier Six                 | Delantero     | 23   | RC Lens                 |
| 20 | Olivier Rouyer             | Delantero     | 22   | AS Nancy                |
| 21 | Jean-Paul Bertrand-Demanes | Portero       | 26   | FC Nantes               |
| 22 | Dominique Dropsy           | Portero       | 26   | RC Strasbourg           |
| DT | Michel Hidalgo             |               |      |                         |

## Participación

### Primera ronda

#### Grupo 1
| Equipo    | Pts | PJ | PG | PE | PP | GF | GC |
| --------- | --- | -- | -- | -- | -- | -- | -- |
| Italia    | 6   | 3  | 3  | 0  | 0  | 6  | 2  |
| Argentina | 4   | 3  | 2  | 0  | 1  | 4  | 3  |
| Francia   | 2   | 3  | 1  | 0  | 2  | 5  | 5  |
| Hungría   | 0   | 3  | 0  | 0  | 3  | 3  | 8  |

| 2 de junio de 1978 | Italia                     | 2:1 (1:1) | Francia    | Est. José María Minella, Mar del Plata                               |                                                                      |
|                    | Rossi 29' · Zaccarelli 54' | Reporte   | Lacombe 1' | Asistencia: 38.100 espectadores Árbitro(s): Nicolae Rainea (Rumania) | Asistencia: 38.100 espectadores Árbitro(s): Nicolae Rainea (Rumania) |

| 6 de junio de 1978 | Argentina                         | 2:1 (1:0) | Francia     | Est. Monumental, Buenos Aires                                   |                                                                 |
|                    | Passarella 45' (pen.) · Luque 73' | Reporte   | Platini 60' | Asistencia: 71.666 espectadores Árbitro(s): Jean Dubach (Suiza) | Asistencia: 71.666 espectadores Árbitro(s): Jean Dubach (Suiza) |

| 10 de junio de 1978 | Francia                                 | 3:1 (3:0) | Hungría     | Est. José María Minella, Mar del Plata                                    |                                                                           |
|                     | Lopez 22' · Berdoll 37' · Rocheteau 42' | Reporte   | Zombori 41' | Asistencia: 23.127 espectadores Árbitro(s): Arnaldo Cézar Coelho (Brasil) | Asistencia: 23.127 espectadores Árbitro(s): Arnaldo Cézar Coelho (Brasil) |